# Gai Escriboni Curió (pretor)
Gai Escriboni Curió (en llatí: Caius Scribonius Curio) va ser un magistrat romà. Era membre de la gens Escribònia, i formava part de la família dels Curió.
Va ser pretor el 121 aC, l'any que va morir Gai Grac. Ciceró parla d'un dels seus discursos en defensa de Servi Fulvi Flac, acusat d'incest, i afirma que quan era jove pensava que aquest discurs era el millor de totes les defenses. Però afegeix, que després, els discursos de Curió van caure gairebé en l'oblit. Va ser contemporani de Gai Juli Cèsar Estrabó, Luci Aureli Cotta i Antoni l'orador, i en contra d'aquests dos últims va parlar en la cort dels centumviri defensant als germans Cossus.